# 蘭嶼國家公園
蘭嶼國家公園，台灣未成立的國家公園之一，範圍大致為台東縣蘭嶼鄉及其周圍海域。1979年起，蘭嶼即被列為國家公園預定地，之後劃設的預定範圍包括陸域面積4,731公頃，海域面積24,415公頃，總計29,146公頃。此項計畫遭到世居蘭嶼的達悟族鄉民的反對，因此在未獲得當地居民的認同下，蘭嶼國家公園的計畫已經擱置。海洋國家公園管理處另於2011年8月成立蘭嶼海洋文化資源保育推廣中心，推動蘭嶼當地的海洋文化與資源保育工作。